# Nữ hộ sinh
Nữ hộ sinh cũng còn gọi là cô đỡ, cô mụ, bà đỡ, bà mụ (vì thường do phụ nữ đảm nhiệm) là một chuyên viên trong ngành sản phụ khoa lo giúp cho người sản phụ sinh nở và khám nghiệm trẻ sơ sinh sau khi chào đời. Có nơi người nữ hộ sinh cũng kiêm việc giáo dục và chỉ dẫn bệnh nhân cách ngừa thai cùng các vấn đề sinh lý tình dục. Đối với nhiều quốc gia trên thế giới ngành nữ hộ sinh đòi hỏi huấn luyện y khoa tuy không phụ thuộc vào hệ thống đào tạo bác sĩ y khoa. Sự khác biệt này dựa trên nguyên tắc việc sinh con là một diễn biến bình thường trong đời người, không phải là một căn bệnh.